# 績效
績效又稱工作表現、業績、實績，是管理学中的概念，指员工或团队在工作过程中所表现出来的能够被评价的工作业绩、工作能力和工作态度。其中工作业绩就是指工作结果達到组织目标的程度；工作能力指员工或团队在工作完成的过程中所表现出来的素质；工作态度则是员工或团队价值观的反映。